# Tomaž Petrač
Tomaž Petrač, slovenski pianist in pedagog, * 17. februar, 1969, Maribor.
Iz klavirja je leta 1990 diplomiral na Akademiji za glasbo v Ljubljani v razredu prof. Dubravke Tomšič - Srebotnjak, med študijem (1988) pa je za izvedbo 2. klavirskega koncerta Sergeja Rahmaninova prejel Študentsko Prešernovo nagrado. Izpopolnjeval se je pri Rudolfu Buchbinderju v Baslu (Švica). Od leta 1999 poučuje na ljubljanski Akademiji za glasbo.
Tomaž je brat violončelista Andreja Petrača.